# Vitstjärtad ripa
Vitstjärtad ripa (Lagopus leucura) är den minsta fågelarten inom familjen fasanfåglar (Phasianidae). Den återfinns i bergstrakterna i västra USA, Kanada och Alaska.

## Utseende och läte

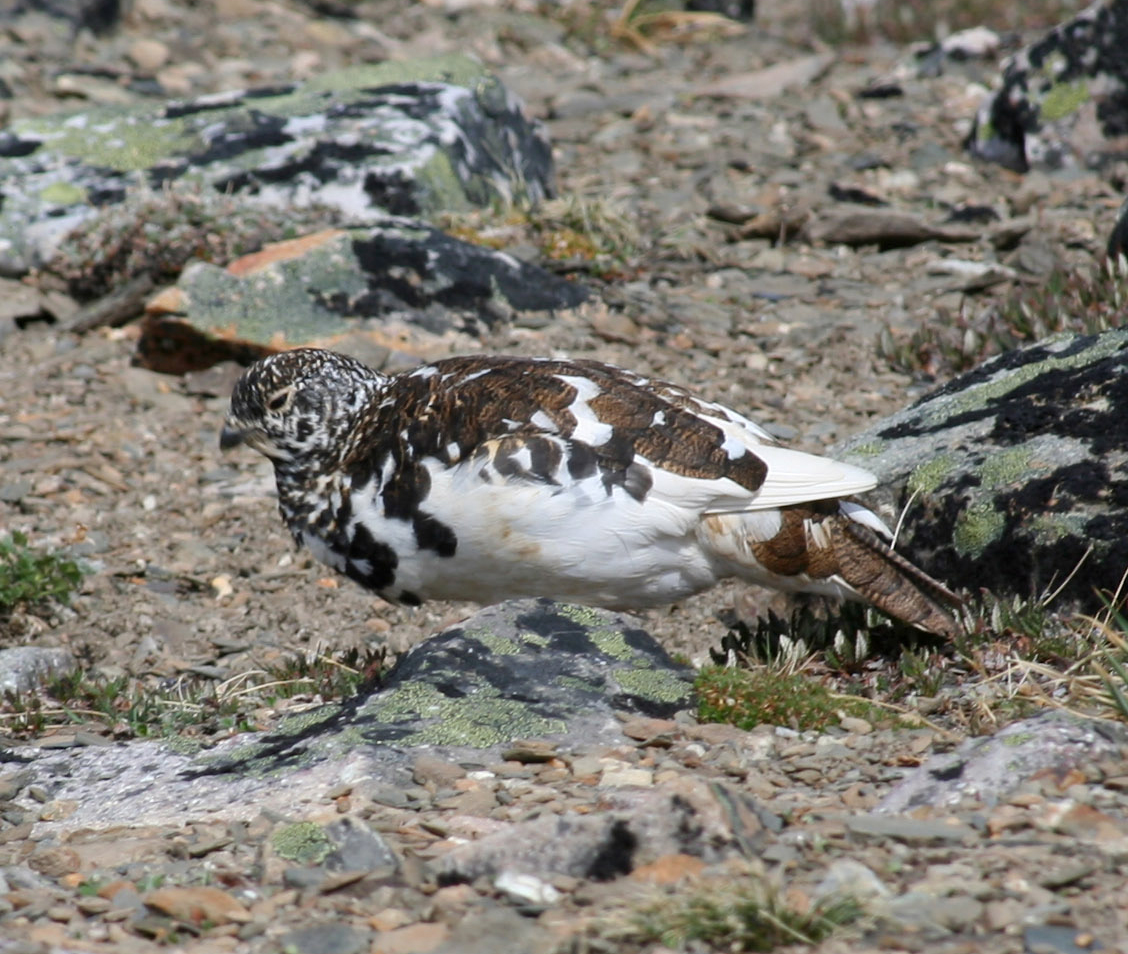
Vinterdräkt

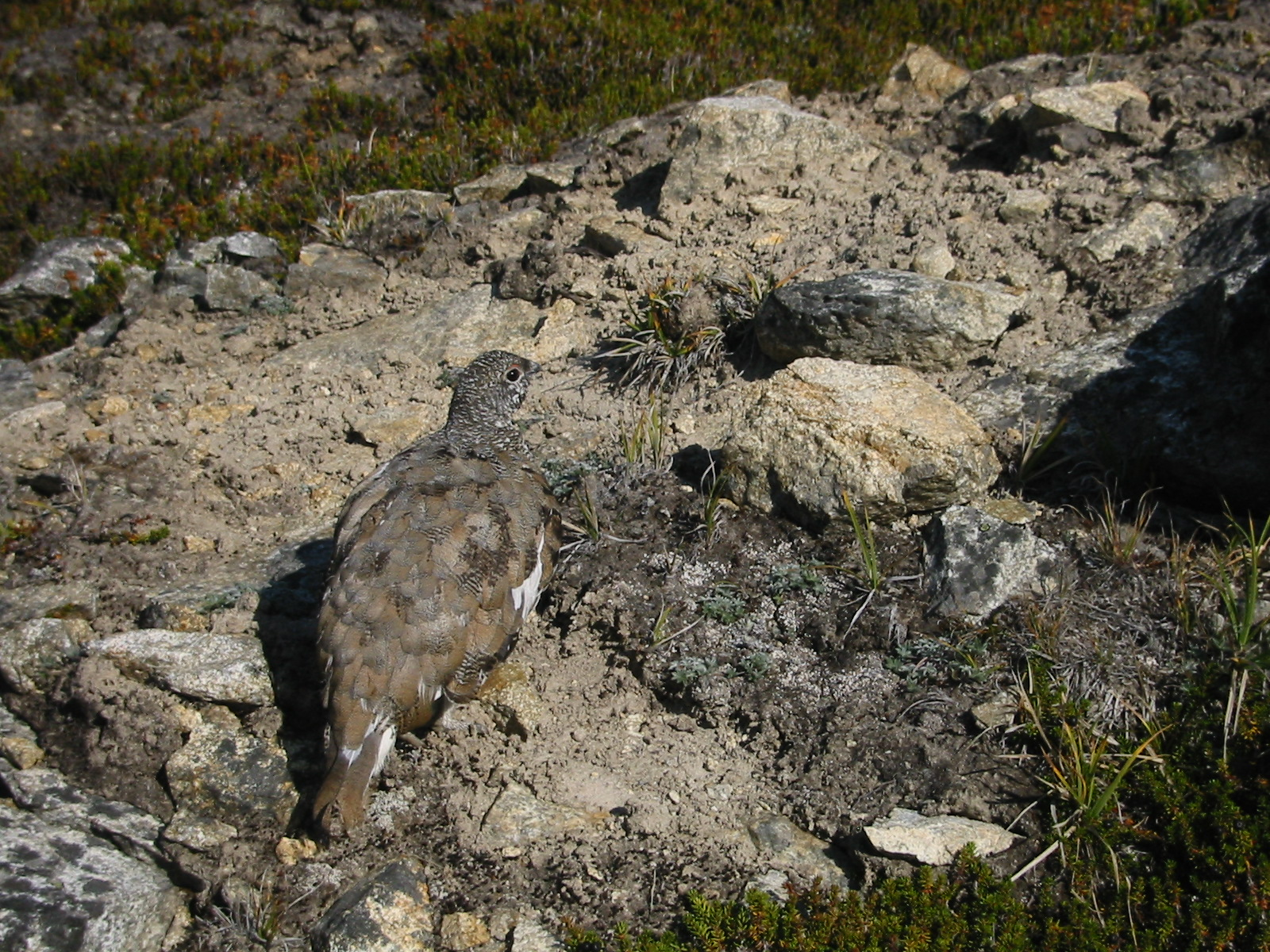
Sensommardräkt

I vinterdräkt är den helvit förutom sin svarta näbb och ögon. I sommardräkt har den brunt huvud , bröst och rygg med vita vingar, buk och stjärt. Stjärten är helvit året om vilket skiljer den från de andra riparterna. På hösten är båda könen blekt rödbruna på ovansidan med fina brunsvarta fläckar. Ett fåtal bröstfjädrar är oftast vita medan buk, stjärt och vingar är vita. Den har fjädrar runt näsborrarna som värmer luften något innan den dras in i kroppen. Dess fjäderdräkts olika stadier gör att den är väl kamouflerad året runt.
Dess läte är mjuka, lågfrekventa hoande läten tillsammans med kluckanden.

## Utbredning och biotop
Vitstjärtad ripa är en kortflyttare i alpina områden och den befinner sig ovanför trädgränsen merparten av året. Den befinner sig mest i olika typer av öppna biotoper. Dess utbredning sträcker sig från Alaska och västra Kanada söderut till norra New Mexico. Vitstjärtad ripa flyttar inte några längre sträckor, utan befinner sig i den alpina zonen året runt, men byter biotop vid olika årstider.

## Underarter och deras utbredning
Vitstjärtad ripa delas in i fem underarter med följande utbredning:
- Lagopus leucura peninsularis – bergstrakter från sydcentrala Alaska till Glacier Bay och White Pass
- Lagopus leucura leucura – norra Yukon, västra British Columbia och västra Alberta till USA:s nordgräns
- Lagopus leucura saxatilis – höga toppar på Vancouver Island
- Lagopus leucura rainierensis – alptoppar i Cascade Range i Washington
- Lagopus leucura altipetens – Klippiga bergen (från Montana till New Mexico)

## Släktskap
Riporna placerades tidigare tillsammans med järpar, orrar, präriehöns och tjädrar i den egna familjen skogshöns (Tetraonidae). Genetiska studier visar dock att de utgör en del av familjen Phasianidae. Där utgör de en klad närmast släkt med kalkoner (Meleagris) och dessa två tillsammans med koklassfasan (Pucrasia macrolopha). Riporna utgör en systergrupp till en klad bestående av orrar, tjädrar, östasiatiska arten amurjärpe (Falcipennis) och nordamerikanska granjärpe (Canachites).

## Ekologi
Hanarna återvänder till häckningsområdena i april medan honorna anländer under första hälften av maj då parbildningen sker. De lägger fyra till åtta blekgula ägg i en grund uppskrapning direkt på marken som har fodrats med lite gräs, blad och fjädrar. Hanen stannar hos honan under ruvningen som i genomsnitt tar 23 dagar. Den flyger mer än dalripan men föredrar att springa. Artens vinterföda består främst av videskott. I områden som saknar vide återfinns den sällan. Under våren äter den även blad och blommor av olika växter, men vide är fortfarande den viktigaste födan. Under häckningen äter de även insekter och groddkoppar av pilört som också ges till ungarna. Den äter småsten och grus som hjälper till vid matsmältningen.

## Status och hot
Arten har ett stort utbredningsområde och en stor population, men tros minska i antal, dock inte tillräckligt kraftigt för att den ska betraktas som hotad. IUCN kategoriserar därför arten som livskraftig (LC).

## Namn
Sitt trivialnamn har den fått eftersom det är den enda ripan som inte har något svart på stjärten. Släktnamnet Lagopus härstammar från gammalgrekiskans lagos (λαγως), som betyder "hare", och pous (πους), som betyder "fot", vilket refererar till fågelns befjädrade fötter. Artepitetet leucura  skrevs länge leucurus vilket är grammatiskt fel eftersom Lagopus är femininum.